# Zarumilla
Zarumilla è un comune del Perù, situato nella Regione di Tumbes e capoluogo della Provincia di Zarumilla.